# Od początku do końca
Od początku do końca (port. Do Começo ao Fim, ang. From Beginning to End) – brazylijski film dramatyczny z 2009 w reżyserii Aluizio Abranchesa. W rolach głównych występują Rafael Cardoso i João Gabriel Vasconcellos.
Film został nakręcony w Buenos Aires i w Rio de Janeiro.

## Fabuła
Obraz przedstawia dwa rodzaje związków często uznawanych za tabu: kazirodztwo i homoseksualizm. Film opisuje historię braci przyrodnich Francisco (João Gabriel Vasconcellos) i Thomása (Rafael Cardoso), którzy dorastając w szczęśliwej rodzinie są ze sobą bardzo blisko. Kiedy dorastają, ich związek staje się coraz bardziej romantyczny, intymny i seksualny.

## Obsada
- Júlia Lemmertz – Julieta (matka)
- Fábio Assunção – Alexandre (ojciec Thomása)
- Jean Pierre Noher – Pedro (ojciec Francisco)
- Louise Cardoso – Rosa
- Mausi Martínez
- Gabriel Kaufmann – Thomás (6 lat)
- Lucas Cotrim – Francisco (11 lat)
- Rafael Cardoso – Thomás (20 lat)
- João Gabriel Vasconcellos – Francisco (25 lat)